# Cervo d'oro
Il Cervo d'oro (in rumeno: Cerbul de Aur) è il più noto festival musicale rumeno e si tiene annualmente nella città di Brașov, in Romania.
Il Cervo d'oro è suddiviso in una sezione dedicata alla premiazione di artisti internazionali e un'altra sezione è dedicata alle esibizioni di ospiti speciali, normalmente cantanti e cantautori, come ad esempio Gilbert Bécaud, Joséphine Baker, Toto Cutugno, James Brown, Kenny Rogers, Ray Charles, UB40, Scorpions, Ricky Martin, Pink, Sheryl Crow, Patricia Kaas, Christina Aguilera, Tiziano Ferro, Julio Iglesias e Antonella Arancio.

## Storia
Il festival nacque nel 1968 su idea del dittatore comunista Nicolae Ceaușescu, che, ispirandosi al Festival di Sanremo, istituì il Cerbul de Aur, ossia una premiazione di carattere musicale rivolta principalmente all'estero, per dare l'idea che la Romania Socialista fosse aperta alla musica internazionale. La scelta della città che avrebbe ospitato il festival ricadde sulla transilvana Brașov. Il dittatore tornò sui suoi passi nel 1971, cancellando il festival, ma con la caduta del regime comunista, la emittente televisiva statale TVR riuscì a organizzare l'evento nel 1992.
Dal 2010 al 2017 il festival non si è tenuto per mancanza di fondi, tuttavia esso è ritornato nel 2018.
Non si tiene nuovamente nel 2020, a causa della Pandemia di COVID-19.
Anche nel 2021 il festival non si tiene per mancanza di fondi.

## Edizioni

### 1968-2001
| Anno                              | Vincitore                  | Secondo                   | Terzo                      | Ospiti |
| --------------------------------- | -------------------------- | ------------------------- | -------------------------- | --- |
| 1968                              | Jacques Hustin             | Josef Laufer              | Kalinka                    | Constantin Drăghici, Los Machucambos, Gică Petrescu, Hugues Aufray, Caterina Caselli, Edith Pieha, Amália Rodrigues, Rika Zarai, Rita Pavone, Maria Mitiieva, Bobby Solo, Jean-Claude Pascal |
| 1969                              | Luminița Dobrescu          | Hanja Pazeltová           | Conny Vink                 | Cliff Richard, Ilinca Cerbacev, Ghiuli Cioheli, Tereza Kesovija, Udo Jürgens, Waldemar Matuska, Barbara, Margareta Pâslaru, Gigliola Cinquetti, Frankie Avalon, Mie Nakao, Juliette Gréco    |
| 1970                              | Thérèse Steinmetz          | Lize Marke Angela Similea | Pasa Ristova               | - |
| 1971                              | Ann-Louise Hanson          | Helena Vondráčková        | Corina Chiriac Lili Castel | Doina Badea, Alain Barrière, Dalida, Sergio Endrigo, Lola Ivanovici, Enrico Macias, Massiel, Angela Similea, O. C. Smith, Doina Spătaru, Thérèse Steinmetz, Charles Trenet                   |
| Nessuna edizione dal 1972 al 1991 |                            |                           |                            | |
| 1992                              | Trie Utami                 | -                         | -                          | Doina & Ion Aldea Teodorovici, Patricia Kaas, Johnny Logan, Linda Martin, Riccardo Fogli, Sister Sledge, Angela Similea, Gabriel Cotabiță, Ricky Dandel                                      |
| 1993                              | Arina Commodores           | -                         | -                          | Toto Cutugno, Kylie Minogue, Jerry Lee Lewis, Dionne Warwick, Holograf, Alexandru Andries, Nicu Alifantis, Ricky Dandel                                                                      |
| 1994                              | Worthy Davis               | -                         | -                          | Paul Young, David Palmer, Boy George, Culture Beat, The Commodores, Ray Charles, James Brown, Silvia Dumitrescu, Loredana Groza, Monica Anghel                                               |
| 1995                              | Cramps in The Leg          | -                         | -                          | Școala Vedetelor, Status Quo, 2 Unlimited, The Temptations, MC Hammer, Kenny Rogers, Gyuri Pascu, Belinda Carlisle                                                                           |
| 1996                              | Monica Anghel              | -                         | -                          | Tom Jones, Vaya Con Dios, Coolio, MN8, Soul II Soul, La Bouche, Monica Anghel, Silvia Dumitrescu, Loredana Groza, Adrian Daminescu, Stereo, Timpuri Noi                                      |
| 1997                              | Meiske Shakila Sherhalawan | -                         | -                          | Big Mountain, Masterboy, Sheryl Crow, Waldo, Diana Ross, Gheorghe Zamfir, Thérèse Steinmetz, Dan Spătaru, Christina Aguilera                                                                 |
| Nessuna edizione dal 1998 al 2000 |                            |                           |                            | |
| 2001                              | Proconsul                  | -                         | -                          | INXS, UB40, Soca Boys, Cyndi Lauper, Ștefan Bănică Jr., Holograf, Direcția 5, 3rei Sud Est                                                                                                   |

### 2002-2005
| Anno                              | Vincitore      | Primo premio | Secondo premio | Terzo premio | Ospiti                                                                                          |
| --------------------------------- | -------------- | ------------ | -------------- | ------------ | ----------------------------------------------------------------------------------------------- |
| 2002                              | Paula Seling   | Lash         | Mike Peterson  | Millennium   | Boyz II Men, The Kelly Family, Scorpions, t.A.T.u.                                              |
| 2003                              | Sha Baoliang   | Sister K     | Nico           | Kaffe        | Ricky Martin, Simple Minds, Paula Seling, Holograf, Vama Veche, Compact, Nicola, Nicu Alifantis |
| 2004                              | Eleanor Cassar | Slang        | Anri           | Analia Selis | Pink, Nino D'Angelo, Thomas Anders                                                              |
| 2005                              | Linda          | Vanessa Quai | Andra          | Olivia Lewis | Natalie Imbruglia, Joe Cocker, Pavel Stratan, O-Zone, Zdob și Zdub                              |
| Nessuna edizione dal 2006 al 2007 |                |              |                |              |                                                                                                 |

### 2008-2009
| Anno                              | Vincitore           | Secondo    | Terzo                     | Ospiti |
| --------------------------------- | ------------------- | ---------- | ------------------------- | --- |
| 2008                              | Răzvan Krivach      | Biondo     | Toni Poptămaș & Desperado | Iris, Direcția 5 & Angela Similea, Aura Urziceanu, Doru Tufiș, Paula Seling, Gabriel Cotabiță, Nicola, Laurențiu Cazan, Monica Anghel, Luminița Anghel, Mircea Baniciu, Marcel Pavel & Nico, Ștefan Bănică Jr., Simply Red, Ruslana, Horia Brenciu & orchestra sa, Sava Negrean-Brudașcu, Nicolae Furdui Iancu, Tiberiu Ceia, Florica Zaha, Joc, Damian Drăghici |
| 2009                              | Antonino Spadaccino | The Marker | Ovi                       | Tiziano Ferro, Steve Vai, Hot Chocolate |
| Nessuna edizione dal 2010 al 2017 |                     |            |                           | |

### 2018-2019
| Anno                              | Vincitore   | Primo premio | Secondo premio   | Terzo premio  | Ospiti |
| --------------------------------- | ----------- | ------------ | ---------------- | ------------- | --- |
| 2018                              | Inis Neziri | Olivier Kaye | Antonia Gigovska | Kelly Joyce   | Gigliola Cinquetti, Paulo Bragança, The Humans, Andra, Flavius & Linda Teodosiu, Loredana Groza, Amy Macdonald, Horia Brenciu, Delia Matache, James Blunt, Nicole Scherzinger, Edvin Marton, The Motans, Eleni Foureira, Carla's Dreams                                                                                   |
| 2019                              | Eliza G     | Sara de Blue | Ralphs Ellands   | Monika Marija | Ștefan Bănică Jr., Irina Rimes, Emeli Sandé, Ronan Keating, Zoli Toth Project, Laura Bretan, Ester Peony, Olivier Kaye, We Will Rock You, Corina Chiriac, Viktor Lazlo, Gabi Luncă, Loredana Groza, Lidia Buble, Alexandra Ungureanu, Ionuţ Ungureanu, Gheorghe Zamfir, Valentin Boghean, Paula Seling, Rodica Anghelescu |
| Nessuna edizione dal 2020 al 2021 |             |              |                  |               | |